# Zandadder
De zandadder (Vipera ammodytes) is een giftige slang uit de familie adders (Viperidae). Het is de grootste adder van Europa en is tevens een van de gevaarlijkste soorten.
De zandadder wordt maximaal een meter lang maar blijft meestal kleiner. Het lichaam is dik en kort, de lichaamskleur is meestal bruin tot grijs. Op de rug en kop is een variabele vlekken- en strepen tekening aanwezig. De slang is gemakkelijk te herkennen aan het 'hoorntje' aan de snuit, dat bestaat uit een huiduitsteeksel en niet is verhard. De zandadder komt voor in delen van zuidoostelijk Europa tot zuidwestelijk Azië. De slang komt niet voor in België en Nederland.
De habitat bestaat uit zonnige heuvels in droge rotsachtige streken met enige vegetatie. In duinen, bossen en moerassen komt de slang niet voor. De zandadder eet voornamelijk kleine vogels, kleine zoogdieren en reptielen, waaronder andere slangen. Vijanden zijn roofvogels en grotere zoogdieren.
De beet van de zandadder is gevaarlijk voor de mens en kan zelfs fataal aflopen. De giftanden van de zandadder zijn relatief lang in vergelijking met andere adders en daarnaast injecteert de zandadder veel meer gif in een vijand dan andere giftige slangen.

## Naam
De wetenschappelijke geslachtsnaam Vipera is Latijn voor 'adder'. De soortnaam ammodytes betekent vrij vertaald 'zandduiker' en is afgeleid van de Oudgriekse woorden ἄμμος (ammos) dat 'zand' betekent en δύτης (dutēs), dat 'iedereen die van onderdompelen of duiken houdt' betekent.
Ook de Nederlandstalige naam zandadder doet vermoeden dat de slang voornamelijk in zanderige omgevingen leeft maar de naam is misleidend. De adder is juist veel te vinden op een rotsige ondergrond. In andere talen wordt vaak verwezen naar een karakteristiek kenmerk van de slang, namelijk het hoorn-achtige uitsteeksel aan de voorzijde van de kop. In de Engelse taal wordt de slang 'nose-horned viper' genoemd (neus-hoorn adder) en ook de namen 'horned viper' (gehoornde adder) en 'long-nosed viper' (langneus-adder) worden gebruikt. In de Duitse taal wordt het dier met de naam 'Europäische hornotter' (Europese hoornadder) aangeduid. In de Franse taal heet de slang 'Vipère cornue' (gehoornde adder) en in het Zweeds wordt de naam sandhuggorm (zandadder) gebruikt net als in het Nederlands.

## Verspreidingsgebied en habitat

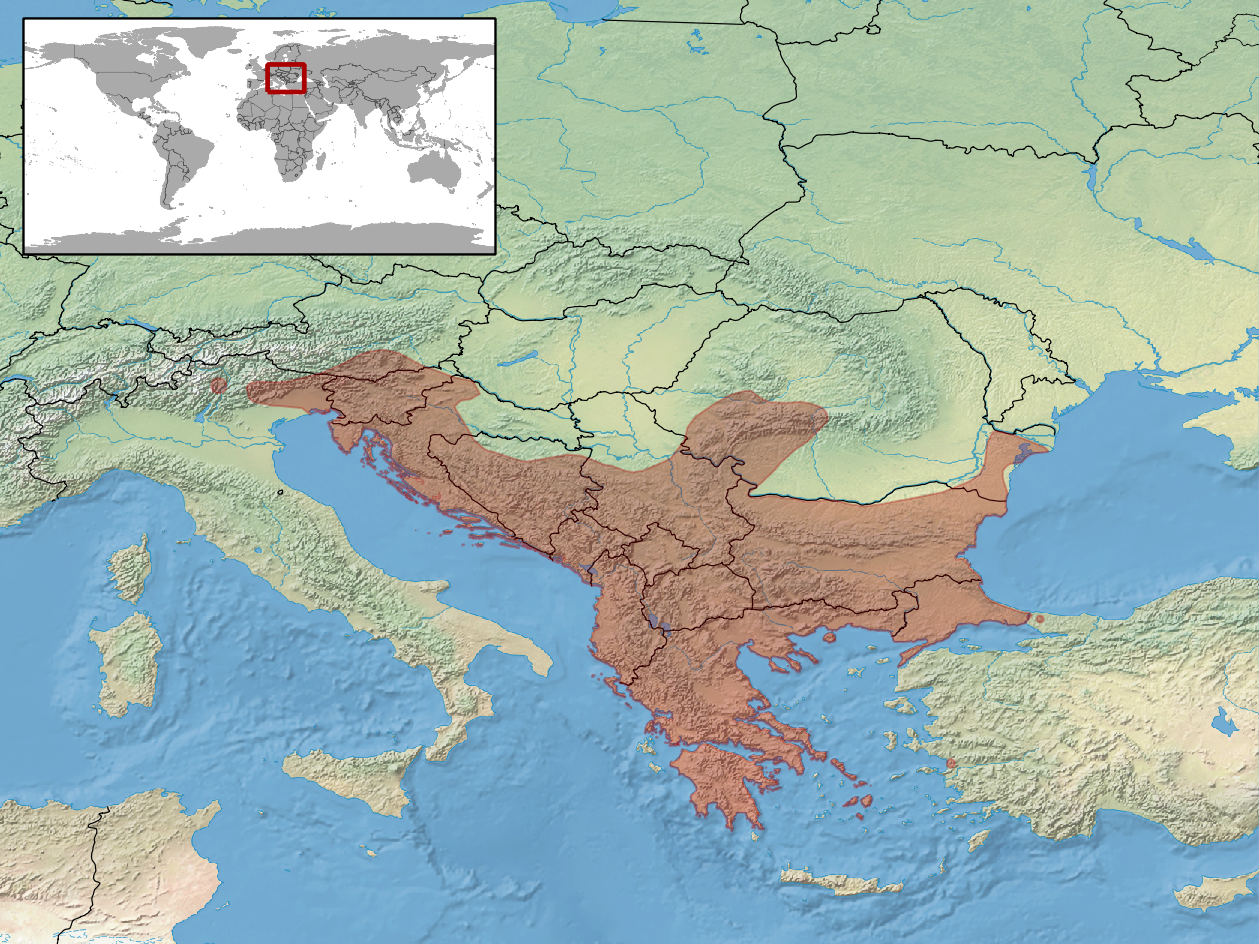
Verspreidingsgebied in het rood.

De slang heeft een groot verspreidingsgebied en komt voor in zuidoostelijk Europa en zuidwestelijk Azië. In Europa is de adder te vinden in Albanië, Armenië, Azerbeidzjan, Bosnië en Herzegovina, Bulgarije, Georgië, Griekenland (inclusief de eilanden Paros, Antiparos, Strongylo en Andros), Hongarije, Italië, voormalig Joegoslavië, Kroatië, Noord-Macedonië, Oostenrijk, Roemenië, Rusland, Servië, Montenegro, Slovenië en Turkije. De zandadder komt ook voor in delen van Turkije die als niet-Europees worden gezien. Mogelijk komt de slang ook voor in de Arabische landen Syrië en Libanon.
De biotoop bestaat uit droge en rotsige, zonnige gebieden, vochtige gebieden worden vermeden.
De habitat bestaat vaak uit stenen muren en rotsformaties, de adder wordt vaak gevonden in open gebieden met slechts enige begroeiing. In dichte bossen en moerassen komt de slang niet voor. De zandadder is te vinden van hooggelegen bergstreken tot een hoogte van meer dan 2000 meter boven zeeniveau tot in laaglanden in kustgebieden. In duingebieden komt de soort echter niet voor.
De adder wordt echter ook gevonden in door mensen aangebrachte constructies, zoals de grove afscheidingsmuren in olijvenplantages. Hierin leven vaak reptielen en knaagdieren waardoor de stenen muren een aantrekkingskracht uitoefenen op de adder.

## Uiterlijke kenmerken

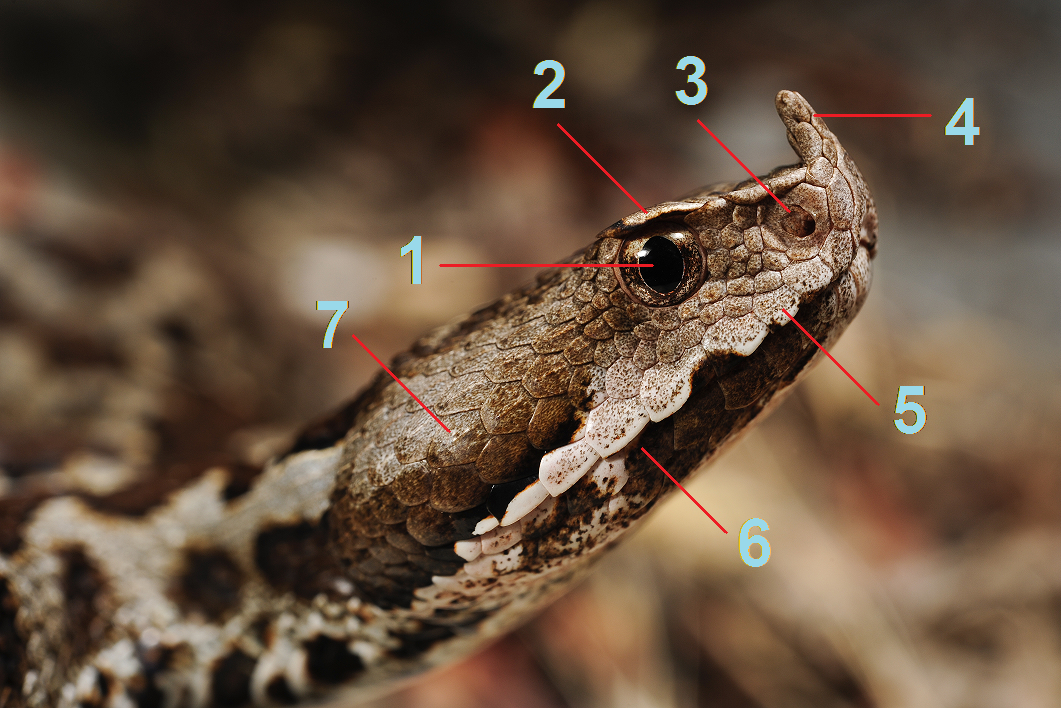
Belangrijkste delen van de kop:

De zandadder valt duidelijk op door het hoorntje aan de snuitpunt. De adder heeft een variabele lichaamskleur en er zijn drie ondersoorten die in kleur en lichaamslengte enigszins verschillen. De kleur is meestal grijs tot bruin met een donkere zigzag-achtige tekening. De staart is aanmerkelijk korter dan het lichaam.

### Kop
Zoals alle adders heeft deze soort een driehoekige kop, en door de uit-stekende rand boven de ogen lijkt de slang erg gemeen te kijken. De zandadder heeft een relatief kort maar stevig lichaam. Deze soort is te herkennen aan de typische punt op hun neus, die bij de meeste adders (zoals de wipneusadder (V. latastei) omhoog staat gericht, maar bij deze soort enigszins naar voren. Het neusuitsteeksel is zowel bij de mannetjes als de vrouwtjes aanwezig.
Het uitsteeksel aan de voorzijde van de kop is niet verhard maar bestaat uit huid, het uitsteeksel bevat afhankelijk van de ondersoort tien tot zeventien kleine schubben. De schubben op het neusuitsteeksel zijn meestal in drie horizontale rijen gepositioneerd, soms in twee of vier rijen schubben. Aan de voorzijde van de kop, op de snuitpunt onder het 'hoorntje', is de rostrale schub aanwezig, deze is meestal breder dan hoog van vorm. De functie van het uitsteeksel op de neus is geheel onduidelijk.
De schubben aan de bovenzijde van de kop zijn klein en overlappen elkaar. Boven het oog is een vergrote en dikke schub aanwezig die de supraoculaire schub wordt genoemd en het oog beschermt. Deze schub heeft een bolle rand en loopt van achter naar voor wat af zodat het oog een frons-achtige heeft. Rondom het oog zijn tien tot dertien schubben aanwezig die in een ring zijn gepositioneerd, dit zijn de circumoculaire schubben. De iris van het oog is goudgeel van kleur. Net als andere adders heeft de pupil een verticale vorm.
De schubben aan de zijkanten van de kop worden de temporale schubben genoemd, deze zijn niet sterk gekield of zelfs helemaal niet gekield in tegenstelling tot de schubben aan de boven- en achterzijde van de kop.
Aan de bovenlip zijn acht tot twaalf vergrote en gladde schubben aanwezig die de supralabiale schubben worden genoemd. De meeste exemplaren hebben negen tot tien supralabiale schubben, de vierde en de vijfde schub zijn onder het oog gepositioneerd. De supralabiale schubben zijn met name aan de onderzijde lichter van kleur dan de andere kopschubben. Aan de onderlip zijn negen tot tien sublabiale schubben gelegen waarvan er vier tot vijf in contact staan met de enkele rij schubben aan de onderzijde van de keel. De kleur van de onderlipschubben kan heel donker zijn maar dit is niet altijd zo. De kop heeft dezelfde kleur als de rest van het lichaam, aan de bovenzijde van de kop zijn vaak donkere vlekken aanwezig. De meeste exemplaren hebben een donkere lange oogvlek die loopt van achter het oog tot bij de nek.

### Lichaam

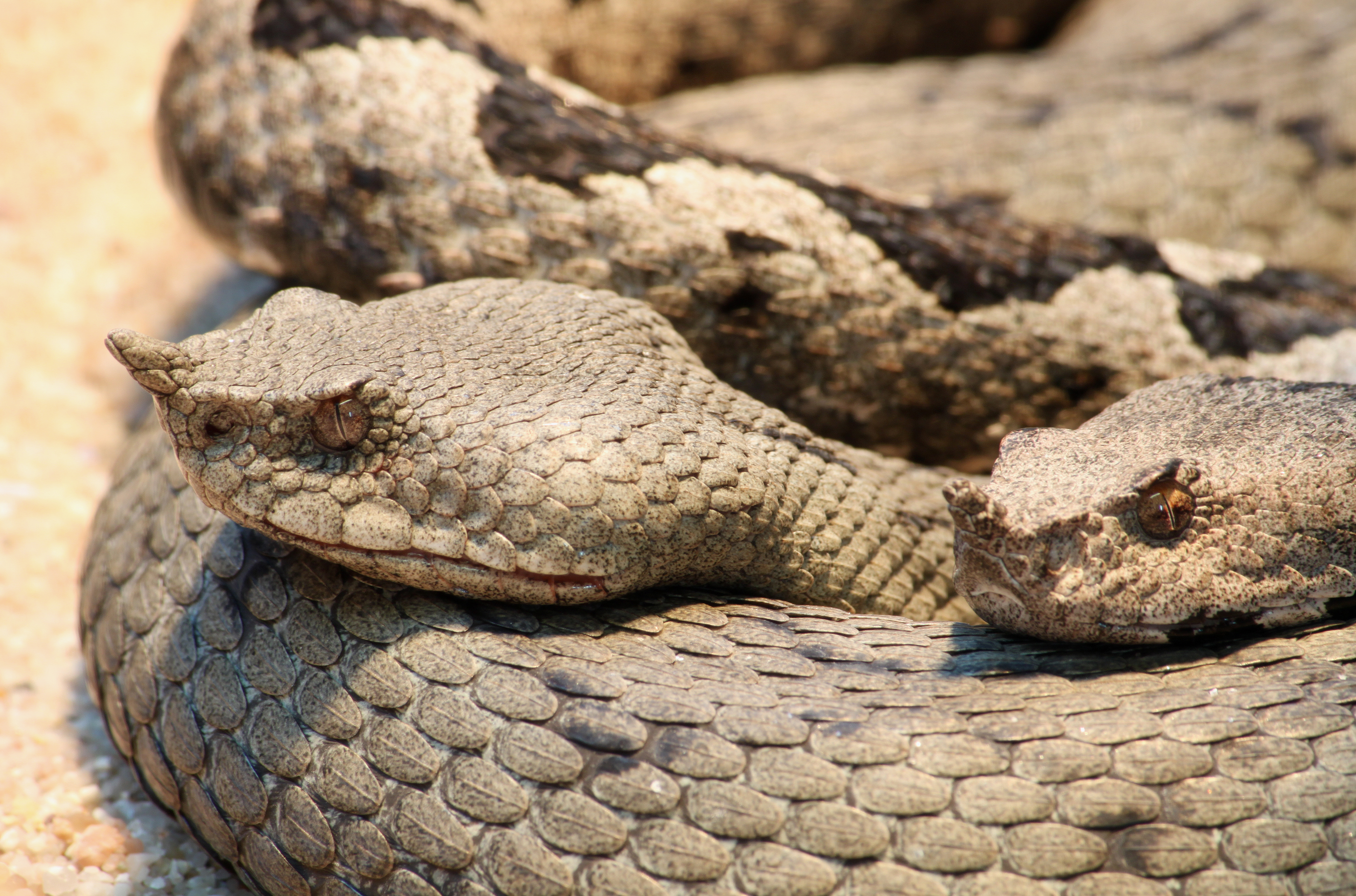
De schubben aan de zijkant van de kop zijn niet gekield, die aan de bovenzijde van de kop en de gehele bovenzijde van het lichaam zijn echter wel sterk gekield.

De gemiddelde lengte is ongeveer 60 tot 80 centimeter, soms worden exemplaren langer dan 100 cm aangetroffen. Mannetjes worden gemiddeld groter dan de vrouwtjes, in tegenstelling tot andere soorten adders. Dit is ook het geval bij de verwante aspisadder (Vipera aspis).
De basiskleur is meestal grijs tot bruin met een donkere, soms zwart omzoomde tekening van vierkanten die schuin op de rug staan. Hierdoor lijkt het een ruitmotief, in de nek verandert de lijnentekening in het voor adders kenmerkende zigzagpatroon. Mannetjes hebben vaak een contrastrijkere kleur en een donkere V-vormige vlek op de bovenzijde van de kop. Soms zijn deze vlekken ovaal maar ze zijn meestal verbonden met elkaar, op de flanken zijn vaak donkere tot zwarte maar vale vlekken aanwezig. De lichaamskleur en -tekening zouden goed opvallen op een egale ondergrond, maar in de natuurlijke habitat van de slang die bestaat uit de strooisellaag valt het dier nauwelijks op. Geheel zwarte exemplaren komen ook voor, maar zijn heel zeldzaam.
De schubben aan de bovenzijde van het lichaam worden de dorsale schubben genoemd. De zandadder heeft 21 tot 23 horizontale rijen, soms komen 25 schubbenrijen voor. De dorsale schubben zijn sterk gekield. De buikschubben of ventrale schubben bestaan uit een enkele rij en zijn glad en niet gekield. De mannetjes hebben 143 tot 161 buikschubben en de vrouwtjes hebben er 147 tot 160. De kleur van de buik is grijsachtig tot roze, de buikzijde is vaak voorzien van vele kleine vlekjes met soms grotere vlekken.

### Staart
De staart is vanaf de bovenzijde gezien moeilijk te onderscheiden van het lichaam. Aan de onderzijde is de staart duidelijk te onderscheiden door de aanwezigheid van de cloaca. De cloaca of geslachtsopening wordt ook gebruikt om zich te ontlasten. De cloaca wordt deels bedekt door de anale schub. Deze schub bestaat uit een enkele plaat en is ongedeeld, zoals voorkomt bij andere adders. De onderzijde van het uiteinde van de staart is oranje tot rood van kleur en zelden geel.
Bij jongere exemplaren wordt de afwijkende kleur van de staartpunt gebruikt als lokaas. Door de staartpunt wormachtig te bewegen trekt deze insectenetende prooidieren zoals kikkers en muizen aan die vervolgens worden buitgemaakt.
De staart van de mannetjes is relatief langer dan die van de vrouwtjes. De staart van een mannetje past zes tot 9,5 keer in de totale lichaamslengte, die van een vrouwtje acht tot elf keer. Aan de onderzijde van de staart zijn de subcaudale schubben aanwezig. Mannetjes hebben een rij van 27 tot 40 subcaudale schubben en vrouwtjes hebben hier 24 tot 37 schubben.

### Onderscheid met andere soorten
De zandadder is met name te verwarren met de slang Vipera transcaucasiana, die lange tijd als een ondersoort van de zandadder werd gezien. Deze soort heeft echter een oostelijker verspreidingsgebied dat slechts deels overlapt, de slang komt voor in Georgië, Azerbeidzjan, noordelijk Turkije en Iran.
Verder lijkt de zandadder uiterlijk op de wipneusadder (Vipera latastei), deze soort heeft eveneens een uitsteeksel aan de neus. De wipneusadder is in het veld echter nooit te verwarren vanwege het afwijkende verspreidingsgebied. De wipneusadder komt voor in delen van het Iberisch Schiereiland in Spanje en Portugal en delen van noordelijk Afrika. Ook de aspisadder heeft een opwaarts gekromde snuitpunt, maar deze is minder geprononceerd dan die van de wipneusadder. De hoornadder (Cerastes cerastes) is eveneens een adder die uitsteeksels aan de kop bezit. Deze adder heeft boven ieder oog een doornachtige, verharde stekel.

## Levenswijze

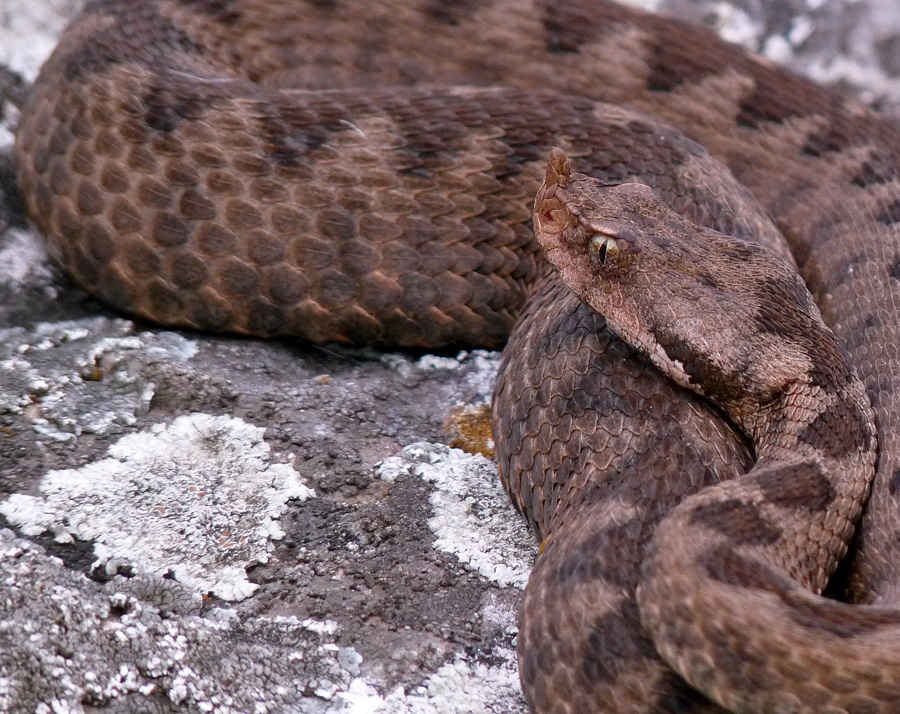
De zandadder leeft ondanks de naam op rotsige ondergronden.

De zandadder neemt regelmatig een zonnebad, dit verhoogt de lichaamstemperatuur en versnelt het reactievermogen en de spijsvertering. Een zonnebad wordt vaak genomen door op zonnige hellingen te verblijven of door op rotsen en takken te liggen.
De zandadder is meestal 's nachts actief, alleen op heel hete dagen kan de adder ook overdag worden aangetroffen. Ook in berggebieden is de slang meestal alleen actief als de zon schijnt, omdat het hier kouder is. De zandadder is geen zandminnende soort, zoals bijvoorbeeld de verwante hoornadder. Dit ondanks de wetenschappelijke soortnaam ammodytes, die 'zandduiker' betekent en de Nederlandstalige naam zandadder.
Hoewel de zandadder meestal over de bodem kruipt, kan deze soort ook redelijk goed klimmen en wordt weleens in struiken en boomkruinen aangetroffen, al is hij niet zo lenig als de meer strikt in bomen levende adders zoals de lanspuntslang Bothrops bilineata. Hogere delen worden meestal betreden om te rusten en een zonnebad te nemen, prooien zoeken vindt doorgaans plaats op de bodem. De zandadder graaft zich niet in en maakt ook geen holen.

### Voedsel en vijanden
De zandadder jaagt actief op prooien maar kan ook in een hinderlaag afwachten tot er een dier langs komt. De zandadder is een van de weinige Europese adders waarbij de staart wordt gebruikt om prooien te lokken. De staart van de volwassen dieren heeft een afwijkende kleur zoals groen, geel of oranje. De staartpunt wordt als een wormpje heen en weer gekronkeld terwijl de slang stil blijft liggen. Als een insecteneter op de 'worm' afkomt wordt deze snel door de slang gegrepen.
Het voedsel bestaat voornamelijk uit kleine zoogdieren zoals knaagdieren, maar ook vogels, hagedissen en andere slangen worden gegeten. Op vogels wordt vooral gejaagd in de lente, dan klimt de slang in struiken op zoek naar vogelnesten waaruit de jongen worden gegeten.
Koudbloedige dieren zoals slangen worden direct verzwolgen, grotere warmbloedige dieren worden eerst gebeten waarna de slang loslaat en wacht tot de prooi dood is. Daarna wordt het lijk met de goed ontwikkelde reukzin opgespoord.
In gevangenschap gehouden exemplaren nemen gemakkelijk voedsel aan, in tegenstelling tot andere soorten adders die vaak voedsel weigeren en moeilijk in leven te houden zijn.
De juvenielen eten voornamelijk hagedissen en jonge zoogdieren. Soms worden ook grotere ongewervelden gegeten zoals duizendpoten. In de maag van een jong exemplaar van 19,5 centimeter werd eens een 14 centimeter lange duizendpoot aangetroffen. De slang overleefde deze maaltijd overigens niet.
Belangrijke vijanden zijn roofvogels en rovende zoogdieren zoals de bunzing en de bruine beer.
Bij de zandadder zijn ook verschillende parasieten ontdekt, zoals de endoparasiet Ascaris ammodytis en Ascaris cephaloptera, die tot de nematoden behoren. Daarnaast is ook een vorm van hepatitis gevonden bij exemplaren die in gevangenschap werden gehouden en plotseling stopten met eten. Na autopsie bleek dat de dieren inwendig sterk waren aangetast door het virus.

### Verdediging

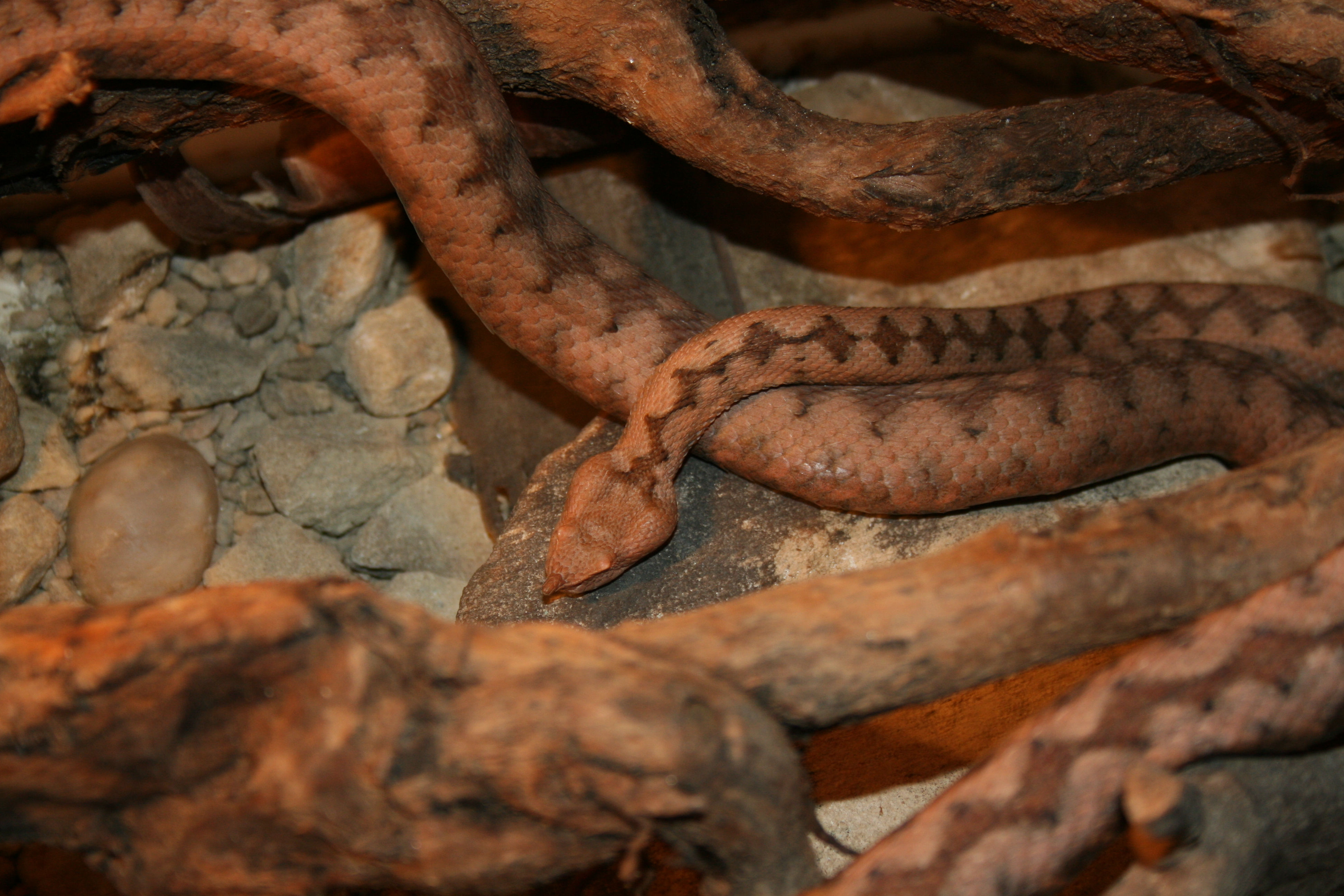
De lichaamstekening valt niet op tussen de takken in het natuurlijke verspreidingsgebied.

De zandadder staat bekend als niet agressief in vergelijking met andere adders en de slang staat daarnaast bekend als relatief traag. Bij verstoring vlucht het dier liever dan het aanvalt of sist naar een mogelijke vijand. De zandadder sist veel sneller en luider dan bijvoorbeeld de gewone adder, ook als het dier zich goed verborgen heeft wordt gesist om af te schrikken. De adder kan als het moet ook zeer snel uithalen, het gif dat wordt toegediend bij een beet kan dodelijk zijn voor de mens. Met name het proberen te vangen van de slang is erg gevaarlijk vanwege het krachtige en sterk gespierde lichaam.
De zandadder is een van de gevaarlijkste Europese addersoorten. Zijn gif is erg sterk en de giftanden zijn meer dan vijf millimeter lang. Dit laatste maakt dat het gif dieper in het weefsel wordt afgegeven. De zandadder injecteert ook ongeveer vier keer zoveel gif als de gewone adder (Vipera berus). De gifklieren worden niet helemaal geleegd bij een beet, de slang houdt steeds wat gif over.
Omdat mensen de droge en ruige streken waar de slang leeft niet veel bezoeken, zijn confrontaties tussen de zandadder en de mens veel zeldzamer dan bij adders die in bossen en akkers leven. Met name schaapherders, geitenhoeders en wandelaars hebben een verhoogde kans om de slang in het wild tegen te komen.
Het gif van de zandadder wordt verzameld door zogenaamde slangenmelkers om antigif te maken tegen het gif van verschillende soorten adders.

### Voortplanting en ontwikkeling
De zandadder is eierlevendbarend; er worden geen eieren afgezet maar de jongen komen levend ter wereld. In Europa komen de mannetjes eind maart tot begin april tevoorschijn, de vrouwtjes volgen enkele weken later. De paring vindt meestal plaats in mei en ongeveer drie tot vier maanden later worden de jongen geboren. Het aantal jongen varieert van vier tot twintig, gemiddeld worden ongeveer tien jongen afgezet. De juvenielen hebben een lengte van ongeveer vijftien tot twintig centimeter inclusief staart.
De jongen zijn uit het ei direct giftig maar ze gaan pas op zoek naar voedsel na de eerste vervelling. De juvenielen eten kleinere prooien dan volwassen dieren. Na ongeveer twee tot vier jaar is de adder volwassen en kan zich voortplanten.
In de herfst zoeken de slangen een winterkwartier op, dat bestaat uit rotsspleten en grotten, de dieren kunnen hier met tientallen tegelijk worden aangetroffen.

## Taxonomie en indeling
De zandadder werd voor het eerst wetenschappelijk beschreven door Carl Linnaeus in 1758. Oorspronkelijk werd de wetenschappelijke naam Coluber Ammodytes gebruikt.
Er worden tegenwoordig drie ondersoorten erkend die verschillen in lichaamskleur, de configuratie van de schubben op de kop, de lichaamslengte en het verspreidingsgebied. Vroeger werden er meer ondersoorten erkend, namelijk Vipera ammodytes gregorwallneri, Vipera ammodytes ruffoi en Vipera ammodytes transcaucasiana. De eerste twee ondersoorten worden tegenwoordig echter gezien als exemplaren van de ondersoort Vipera ammodytes ammodytes. De ondersoort Vipera ammodytes transcaucasiana wordt tegenwoordig als een aparte soort gezien (Vipera transcaucasiana).
In de onderstaande tabel worden de drie huidig erkende ondersoorten vermeld, inclusief een afbeelding en het verspreidingsgebied.
| Ondersoorten van de zandadder | Ondersoorten van de zandadder                   | Ondersoorten van de zandadder                                                                                        | Ondersoorten van de zandadder |
| ----------------------------- | ----------------------------------------------- | --- | --- |
| Afbeelding                    | Naam                                            | Verspreidingsgebied                                                                                                  | Kenmerken |
|                               | Vipera ammodytes Linnaeus, (1758)               | Het grootste deel van het areaal                                                                                     | Rostrum niervormig, weinig schubben op het neusuitsteeksel. |
|                               | Vipera ammodytes meridionalis Boulenger, (1903) | Albanië, zuidelijk Bulgarije, Griekenland (inclusief Korfoe, Paros en Tinos), westelijk Turkije, Roemenië en Servië. | Rostrum enigszins driehoekig, veel schubben op het neusuitsteeksel. 21 Rijen rugschubben, heel soms 23 rijen, 133 tot 147 buikschubben, 24 tot 35 subcaudalen. |
|                               | Vipera ammodytes montandoni Boulenger, (1904)   | Oostelijk Bulgarije en Turkije.                                                                                      | Rostrum driehoekig, weinig schubben op het neusuitsteeksel. 21 Rijen rugschubben, 149 tot 158 buikschubben, 30 tot 38 subcaudalen.                             |